# 泰爾斯海靈島
泰爾斯海靈（荷蘭語：Terschelling）是荷蘭的島嶼及市镇，位於北海，屬於西弗里西亞群島的一部分，由菲士蘭省負責管轄，面積88.1平方公里，主要經濟活動是旅遊業，2005年人口4,737。

## 画廊

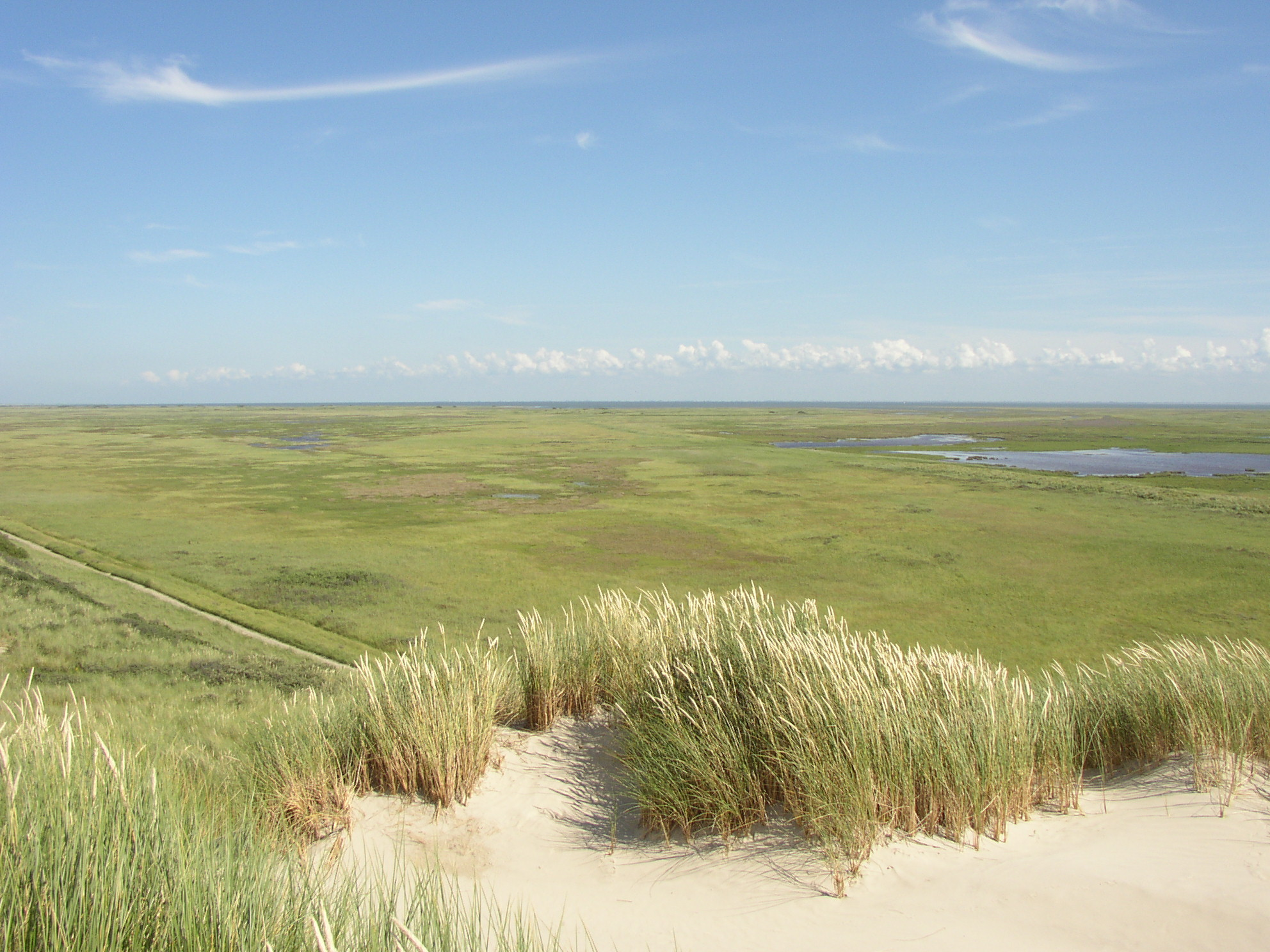
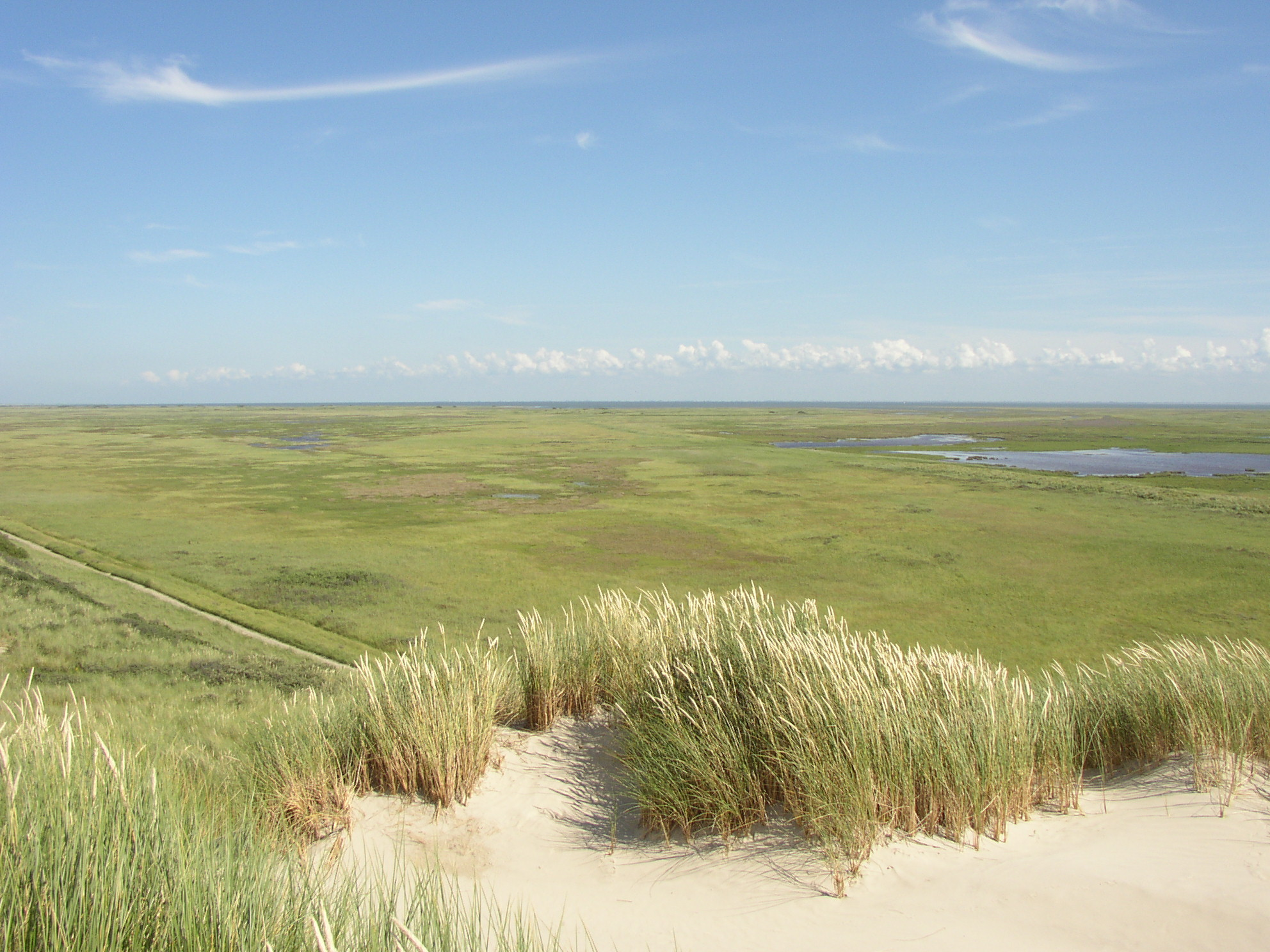
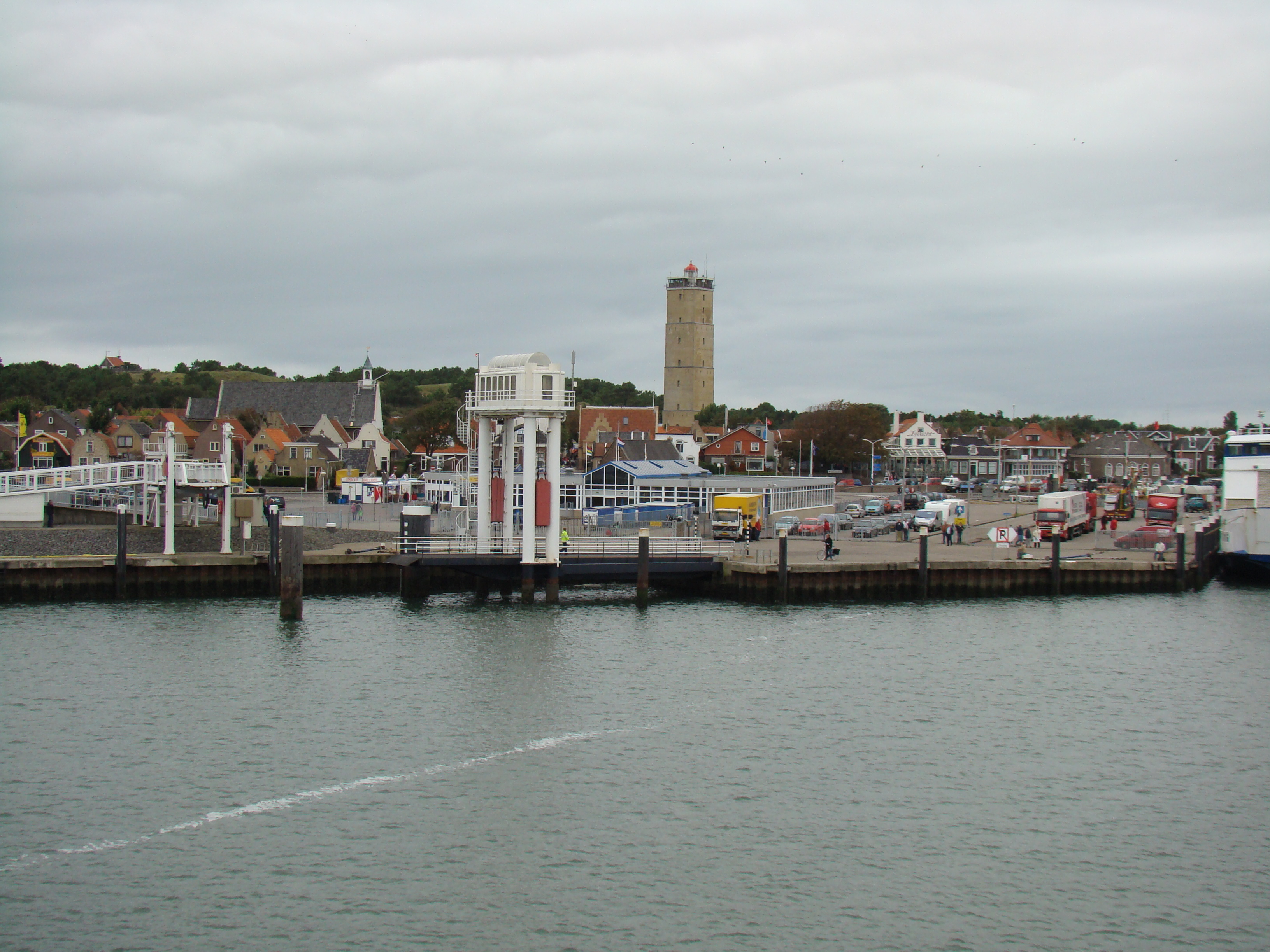
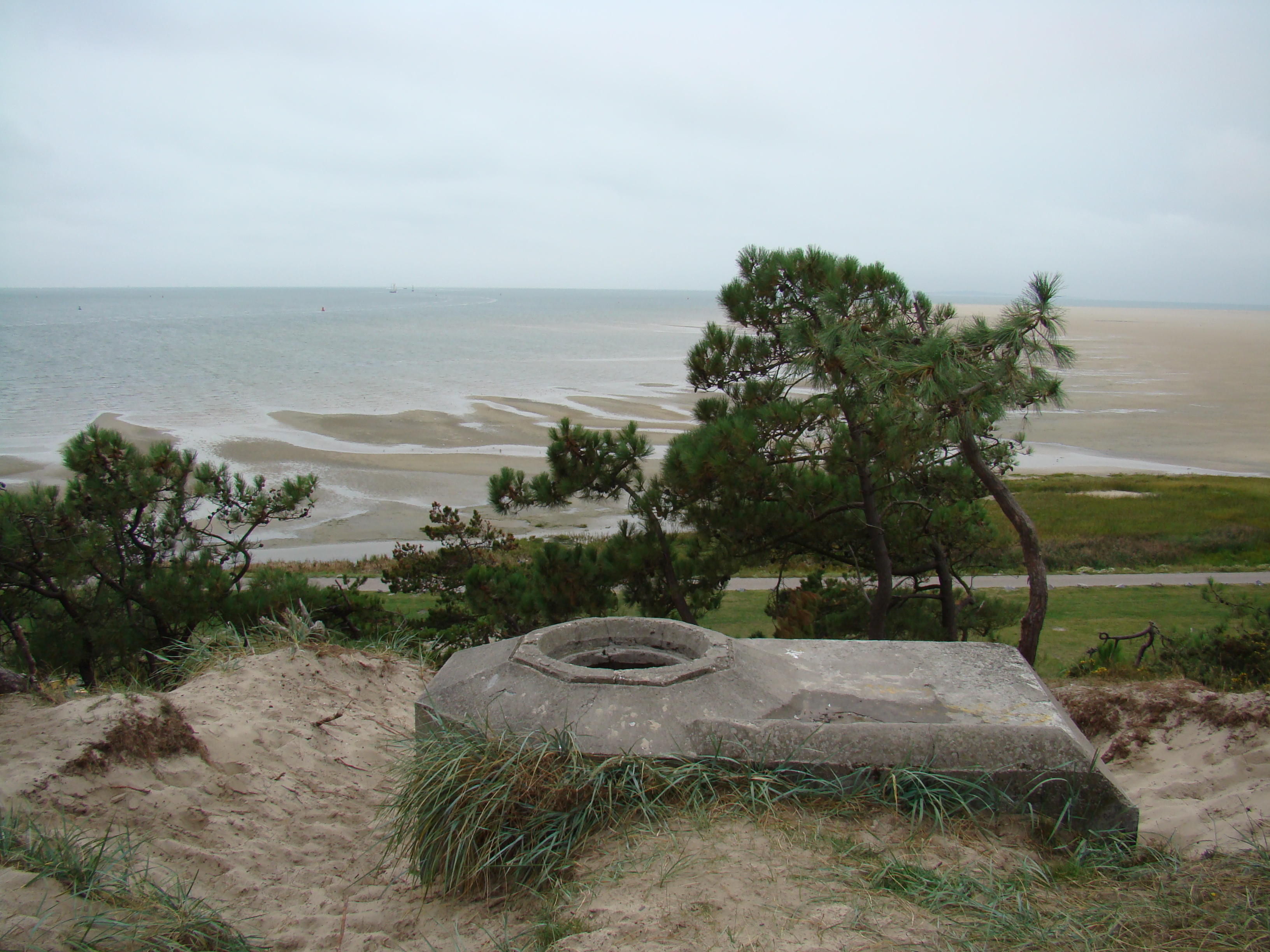
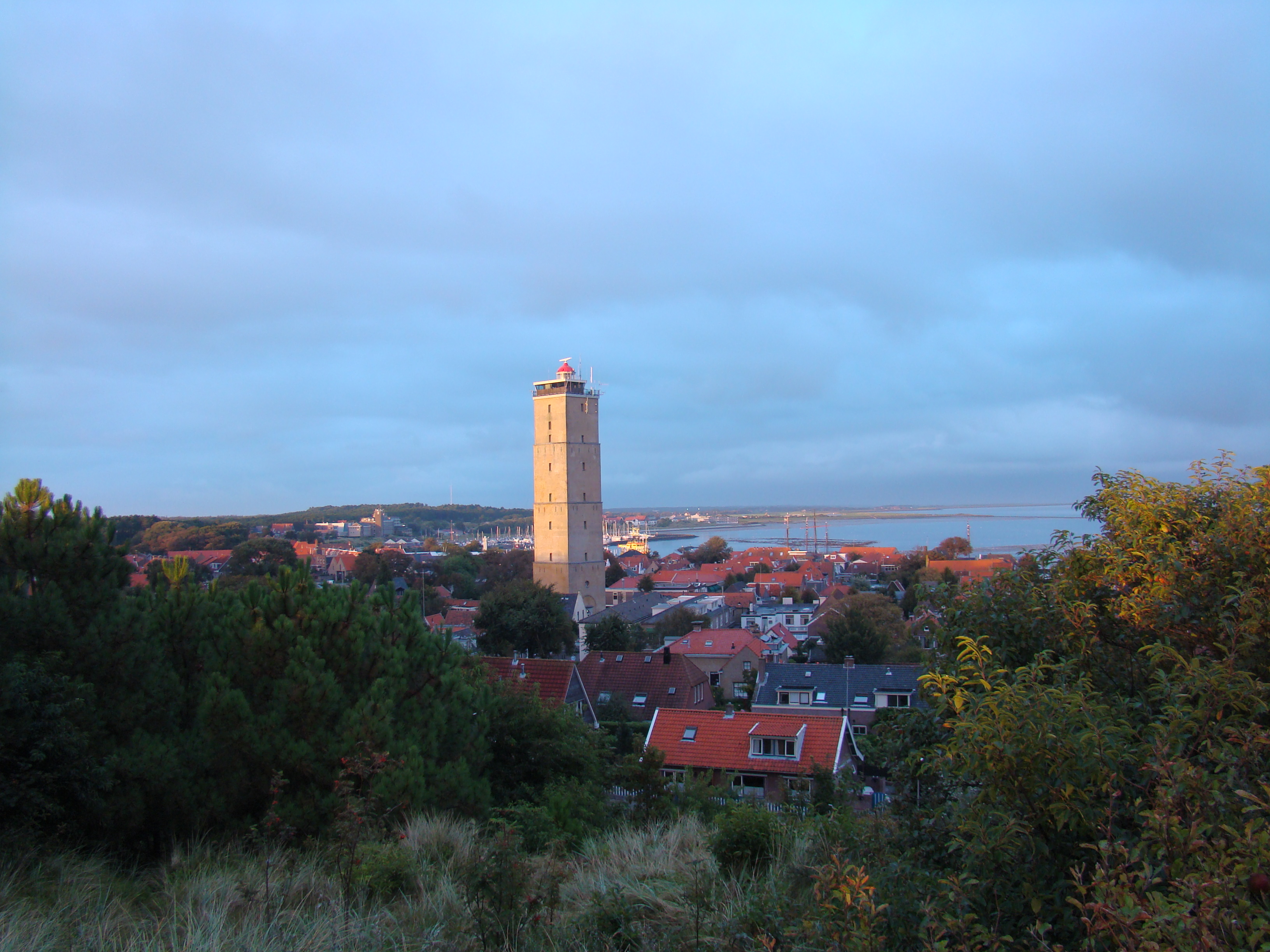
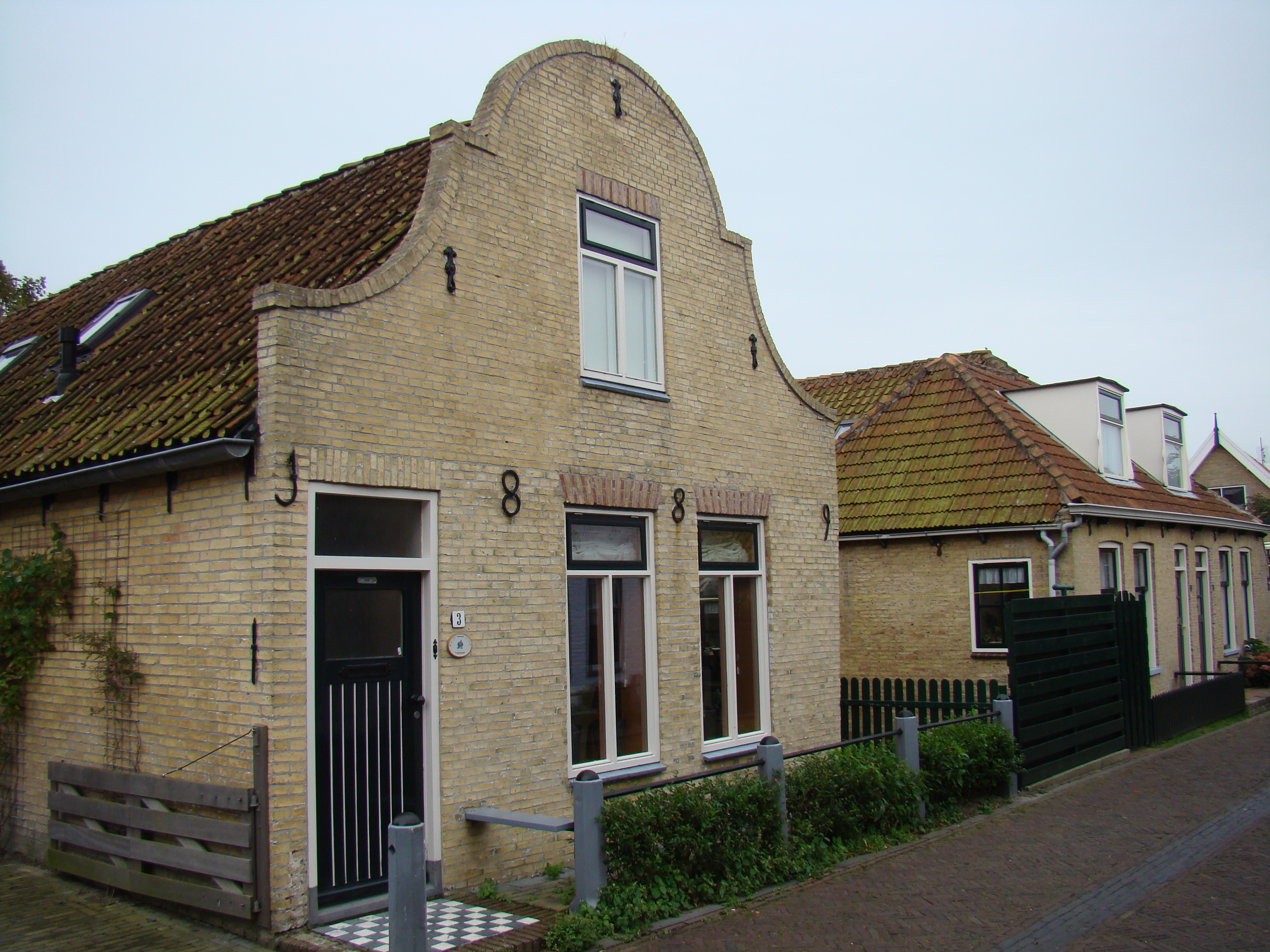
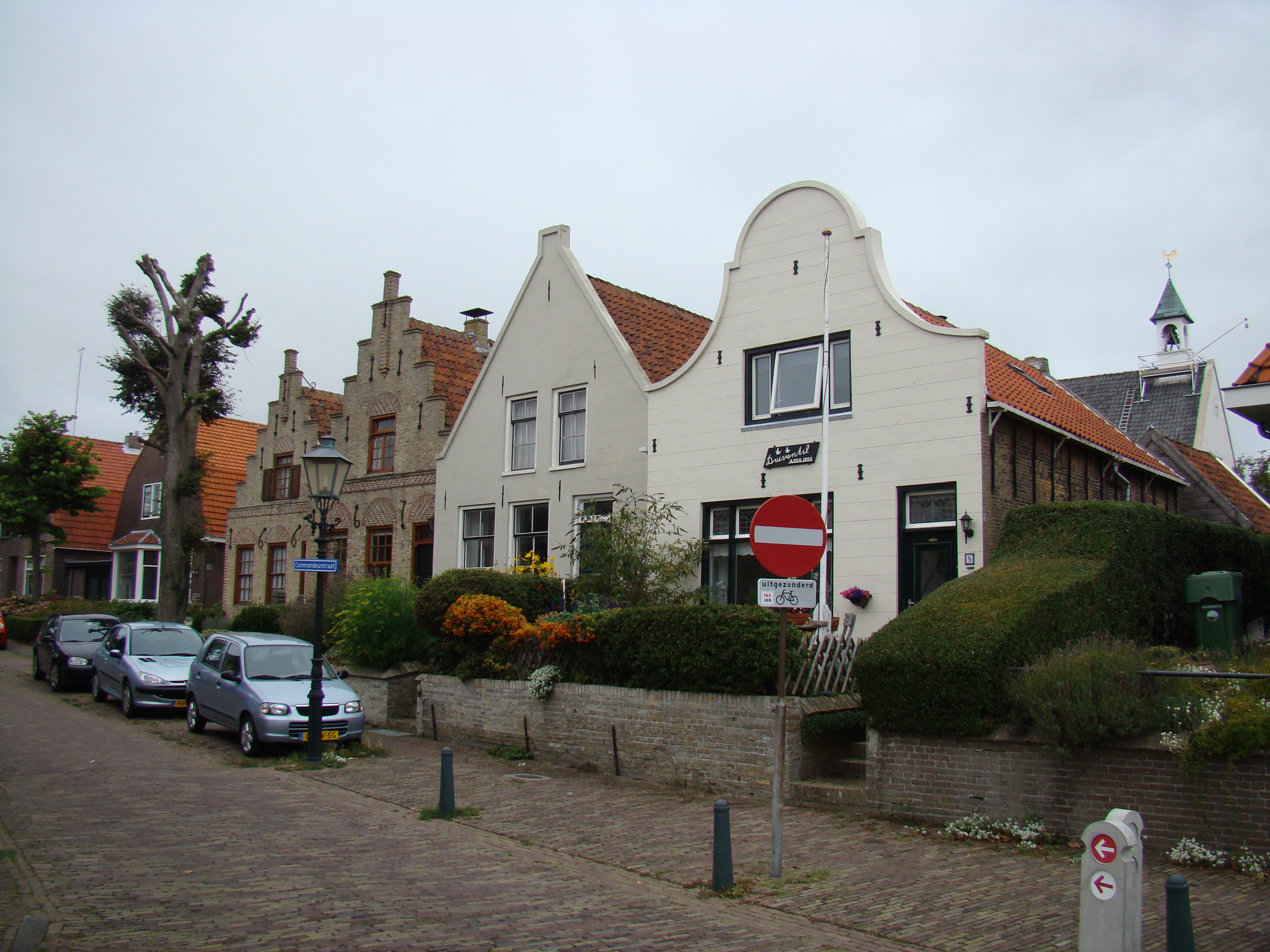

## 外部連結
- Official Website （页面存档备份，存于）
- Tourist office website （页面存档备份，存于）
- Map of Terschelling
- Barry Yeoman, Destination: Wadden Islands, Attaché magazine